# Visual Basic
Microsoft Visual Basic — засіб розробки програмного забезпечення, створений і підтримуваний корпорацією Microsoft, який складається з мови програмування і середовища розроблення. Мова Visual Basic успадкувала дух, стиль і, частково, синтаксис свого предка — мови Бейсік, яка має чимало діалектів. Водночас Visual Basic поєднує в собі процедури, елементи об'єктноорієнтованих та компонентно-орієнтованих мов програмування. Середовище розробки VB містить інструменти для візуального конструювання користувацького інтерфейсу.
Visual Basic вважається потужним засобом швидкої розробки прототипів програми, розробки застосунків, що працюють з базами даних і взагалі для компонентного способу створення програм, що працюють під управлінням майже усіх версій операційних систем сімейства Microsoft Windows.
Перше визнання серйозними розробниками Visual Basic отримав після виходу версії 3 — VB3. Остаточне визнання як повноцінного засобу програмування для Windows — при виході версії 5 — VB5. Версія VB6, що входить до складу Microsoft Visual Studio 6.0, стала по-справжньому зрілим і функціонально багатим продуктом. Після цього розробники з Microsoft суттєво змінили напрямок розвитку даної технології.
Visual Basic.NET не дозволяє програмувати по-старому, бо по суті є зовсім іншою мовою, такою ж, як і будь-яка інша мова програмування для платформи .NET. Індивідуальність мови і її переваги (простота, природність створення програм, легкість використання готових компонент) при використанні в середовищі .NET не мають такого значення, як раніше — усе зосереджено на можливостях самої системи .NET, на її бібліотеці класів. Тому нині треба розрізняти класичний Visual Basic з його діалектами (Visual Basic for Applications (VBA) і Visual Basic Scripting Edition (VBScript)) і мову програмування для платформи .NET — Visual Basic.NET.
Мова Visual Basic не стандартизована ані ANSI, ані ISO.

## Історія Visual Basic
- Травень 1991 — випущений Visual Basic 1.0 для Microsoft Windows. За основу мови був узятий синтаксис QBasic, а нововведенням, що принесло потім мові величезну популярність, стала засада зв'язку мови та графічного інтерфейсу. Цей принцип був розроблений Аланом Купером (Alan Cooper) і реалізований в прототипі Tripod (також відомому як Ruby). Перший Visual Basic був інтерпретатором.
- Вересень 1992 — випущений Visual Basic 1.0 під DOS. Він не був повністю сумісний з Windows-версією VB, оскільки по суті був наступною версією QuickBASIC і працював у текстовому режимі екрана.
- Листопад 1992 — випущений Visual Basic 2.0. Середовище розробки стало простішим у використанні та працювало швидше.
- Влітку 1993 — вийшов у світ Visual Basic 3.0 у версіях Standard і Professional. Окрім іншого, дистрибутив мав рушій для роботи з базами даних Access.
- Серпень 1995 — Visual Basic 4.0 — версія, яка могла створювати як 32-х, так і 16-розрядні Windows-програми. Крім того, з'явилася можливість писати VB класи, а також Visual Basic нарешті став повноцінним компілятором, що значно збільшило швидкість виконання програм.
- Лютий 1997 — Visual Basic 5.0 — починаючи з цієї версії, стало можливо, поряд зі звичайними застосунками, розробляти COM-компоненти. Скомпілювавши такий компонент в OCX-файл і поставляючи його, ви могли надати розроблений вами об'єкт управління не тільки кінцевому користувачеві, але й іншим розробникам. Після цього вони могли інтегрувати цей об'єкт у свої застосунки.
- У середині 1998 — вийшла остання версія — Visual Basic 6.0. Після цього Microsoft різко змінила політику стосовно мов сімейства Basic. Замість розвитку Visual Basic було створено абсолютно новий програмний продукт — Visual Basic.net, перша версія якого з'явилася у 2001 р. Це принципово нова мова, що має, окрім синтаксису, дуже мало схожого з VB 6.0 та відрізняється від нього так сильно, як у свій час VB відрізнявся від QBASIC. VB.NET відразу ж зайняв місце VB в Visual Studio і на цьому розвиток класичного Visual Basic припинився.

## Основні різновиди Visual Basic

### Класичний Visual Basic (версії 5-6)
Visual Basic Classic
Ця мова дуже сильно прив'язана до свого середовища розробки й до операційної системи Windows, оскільки вона є виключно інструментом написання Windows-застосунків. Прив'язаність до середовища полягає в тому, що існує велика кількість засобів, призначених для допомоги й зручності програмування: вбудований зневаджувач, перегляд змінних і структур даних на льоту, вікно зневадження, спливна підказка при наборі тексту програми (Intellisense). Усі ці переваги роблять марним і навіть неможливим використання Visual Basic поза середовищем для розроблення, наприклад, у звичайному текстовому редакторі.

### Visual Basic for Applications (VBA)
Це засіб програмування, який практично нічим не відрізняється від класичного Visual Basic, і призначений для написання макросів та інших прикладних програм для конкретних програм. Найбільшу популярність здобув завдяки своєму використанню в пакеті Microsoft Office. З самого початку широке розповсюдження Visual Basic for Applications, у поєднанні з недостатньою увагою до питань безпеки, призвело до значного поширення макровірусів.

### Visual Basic Scripting Edition
Це скриптова мова, що є дещо урізаною версією звичайного Visual Basic. Використовується в основному для автоматизації адміністрування систем Windows і для створення сторінок ASP та сценаріїв для Internet Explorer.

## Переваги та недоліки
Переваги:
- Висока швидкість створення програм із графічним інтерфейсом для MS Windows.
- Простий синтаксис, що дозволяє дуже швидко освоїти мову.
- Можливість як компіляції в машинний код, так і інтерпретації під час налагодження.

Недоліки:
- Підтримка операційних систем тільки сімейства Windows (виняток — VB1 for DOS).
- Відсутність механізму успадкування об'єктів. Наявні в мові механізми спадкування дозволяють успадковувати тільки інтерфейси об'єктів, а не самі об'єкти. Таким чином, в успадкованому класі повинні бути явно переписані всі функції базового класу.
- Вимагає встановлених бібліотек з динамічним зв'язуванням DLL для роботи програми.

## Критика
Часто критикують такі аспекти Visual Basic, як можливість відключити засоби спостереження за оголошеними змінними, можливість неявного перетворення змінних, наявність типу даних «Variant». На думку критиків, це дає можливість писати вкрай поганий код. З іншого боку, це можна розглядати як плюс, тому що VB не нав'язує «хорошого стилю», а дає більше свободи програмісту. Відсутні вказівники, низькорівневий доступ до пам'яті, ASM-включення. Попри те, що парадигма Visual Basic дозволяє середньому VB-програмісту обходитися без усього цього, перераховані речі також нерідко стають об'єктами критики. Хоча використовуючи недокументовані можливості й певні хитрощі все це можна реалізувати на VB, все одно користуватися цими трюками набагато складніше, ніж, скажімо, на С++.